# Iniciační nálož

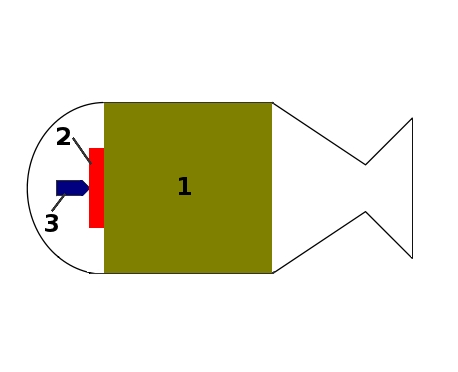
1. Základní nálož 2. Iniciační nálož 3. Zařízení pro vyvolání výbušné reakce

Iniciační nálož, nazývaná též iniciátor, detonátor nebo počinová nálož, je obvykle tvořena třaskavinou, popř. jinou citlivou výbušninou, jejímž úkolem je přenést detonační vlnu na základní nálož.
Iniciační nálož je tedy v podstatě iniciátorem pro vyvolání detonace méně citlivé výbušniny, nejčastěji nějaké trhaviny. Iniciační nálož může mít hmotnost od několika gramů až do několika kilogramů. Typickým tvarem je dutý nebo plný válec. Příkladem použití je např. bomba, která obsahuje určité množství základní nálože (trhaviny), malou iniciační nálož (třaskavinu) a zařízení pro vyvolání výbušné reakce iniciační nálože.
Třaskaviny se jako iniciační nálože používají především z důvodu jejich schopnosti rychle přejít od hoření k detonaci. Jde o tzv. primární výbušniny, které jsou citlivé na různé mechanické i tepelné podněty.